# Historia de un trepador
Historia de un trepador é uma telenovela argentina produzida pela Pol-ka Producciones e exibida pelo Canal 13 em 1984.

## Elenco
- Claudio García Satur - Miguel Angel
- Gabriela Gili - Natalia
- Mirta Busnelli - Norma
- Pablo Rago - Carlitos
- Cristina Tejedor - Dorita
- Georgina Barbarossa - Pamela
- Enrique Fava - carone